# Schlachtgeschwader 1
1-ша штурмова ескадра (нім. Schlachtgeschwader 1 (SG 1) — ескадра штурмової авіації Люфтваффе за часів Другої світової війни.

## Історія
1-ша штурмова ескадра (нім. Schl.G. 1) була сформована 13 січня 1942 року у Верлі, біля Дортмунда. Штаб ескадри формувався за рахунок особового складу II.(Schl)/Lehrgeschwader 2. Першим командиром ескадри став майор Отто Вайс, його штабна ескадрилья мала три літаки Messerschmitt Bf 109E-7. Тренування частини завершилося у квітні 1942 року й її негайно передали до складу сил IV повітряного корпусу 4-го флоту. 2 травня авіаційна частина, яка по-суті була єдиною у Люфтваффе штурмовою ескадрою, відбула на Східний фронт.
I./Schl.G. 1 був оснащений Bf 109E і біпланами Hs 123 з тієї ж групи LG 2. II./Schl.G. 1 був сформований у Ліппштадті й мав у своєму складі 16 літаків Hs 129 та три біплани Hs 123.
На початку травня 1942 року авіаційна група I./Schl.G. 1 першою прибула до Криму, маючи на озброєнні Bf 109E-7. Штаб ескадри, разом з першою та другою групою, розмістився на аеродромі Грамматикове в Ічкі-Грамматикове на сході Кримського півострову. Schl.G. 1 здійснювала повітряну підтримку дій 11-ї польової армії генерала Е. фон Манштейна, зокрема в операції «Полювання на дрохв». 9 травня 1942 року ескадра зазнала першу бойову втрату — штурмовик Hs 129B-1 зі складу II./Schl.G. 1 був збитий вогнем з землі радянськими військами.
В боях у Криму штурмові дії Schl.G. 1 надали наземних військам вермахту значні переваги й довели високу ефективність цього роду військової авіації. Під час бойових дій на Керченському півострові німецькі штурмовики панували над тактичною смугою оборони радянських армій, постійно завдаючи ураження піхотним підрозділам, практично беззахисних від ударів з повітря, та по колонах бронетехніки, що висувалася відкритою місцевістю для здійснення маневру. 9 травня 15 Hs 129 8-ї ескадрильї заявили про знищення на землі 40 радянських літаків. Іноді Bf 109 вступали у повітряні бої навіть з радянською авіацією, хоча таки завдання їм не визначалися. 12 травня поблизу Марфівки був збитий перший радянський літак. 15 травня німецькі війська здобули Керч. Результатом боїв на Керченському півострові стала втрата двох Bf 109, збитих зенітним вогнем.
За спогадами радянського маршала авіації М. Скрипко, котрий на той час очолював ВПС Кримського фронту, «після завдавання важких ударів по аеродромах, німецька авіація почала постійне баражування над ними, не допускаючи зліт наших літаків».
Невдовзі після розгрому радянського Кримського фронту ескадра була переведена північніше, на напрямок Ізюма та Харкова, де Червона армія розпочала велику наступальну операцію, так звану Другу битву за Харків. I. та II. авіагрупи штурмової ескадри базувалися на аеродромі біля Костянтинівкі й вели запеклі бої проти наступаючих бронетанкових та механізованих військ противника. У боях, що точилися до 28 травня 1942 року, було втрачено декілька штурмовиків, частка пошкоджена, в першу чергу від повітряного удару 7-го гвардійського штурмового авіаційного полку 4-ї повітряної армії генерал-майора авіації Вершиніна К. А.
За місяць боїв 1-ша штурмова ескадра здійснила 1 467 бойових вильотів: 1 028 штурмовиками Bf 109, 259 — Hs 123 і 180 — Hs 129.
З 28 червня 1942 року Schl.G. 1 розпочала повітряну підтримку літнього наступу вермахту за планом операції «Блау». Згодом пілоти штурмової ескадри билися в боях під Сталінградом, на Кубані та на Кавказі. У важких боях німецька авіація зазнавала серйозних втрат. Так, вже на 20 липня, після затятих боїв над річками Сіверський Донець і Дон, у строю частини лишилося тільки 36 боєготових штурмовиків.
З 27 липня літаки ескадри билися під Сталінградом: цього дня перша група завдала удару по аеродрому радянських ВПС біля хутора Ілларіонівське західніше Сталінграду, знищивши на землі 15 та пошкодивши 13 літаків противника. З 13 вересня Schl.G. 1 брала пряму участь у головному наступі сил 6-ї армії вермахту генерал-полковника Ф. Паулюса на місто. У взаємодії з ескадрами StG 77 і StG 2 штурмовики SG 1 завдавали ударів по позиціях артилерії, районах зосередження та тилових об'єктах Червоної армії.
У жовтні 1942 року 5-та ескадрилья вибула до Єсау для переоснащення на Hs 129. 5 листопада 5-та ескадрилья була відправлена до Північної Африки на посилення німецького корпусу «Африка» генерала Е.Роммеля. Решта ескадри продовжувала битися під Сталінградом.
19 листопада 1942 року радянські війська розпочали операцію «Уран» — контрнаступ військ трьох фронтів: Південно-Західного (генерал-лейтенант М. Ф. Ватутін), Сталінградського (генерал-полковник А. І. Єрьоменко) і Донського (генерал-лейтенант К. К. Рокоссовський), з метою оточення і знищення німецького угруповання військ у районі міста Сталінград.
23 листопада війська 4-го танкового корпусу Південно-Західного фронту і 4-го механізованого корпусу Сталінградського фронту зустрілися в районі хутора Совєтський, замкнувши кільце оточення сталінградського угруповання противника в межиріччі Волги і дона. В оточенні опинилися німецькі 6-та і основні сили 4-ї танкової армій, а також італійські, угорські та румунські війська — 22 дивізії і 160 окремих частин загальною чисельністю 330 тис. осіб.
Стрімкий радянський наступ спричинив хаос серед авіаційних частин Люфтваффе, замість того, щоб підтримувати свої війська в битві, німецькі командири авіації терміново перекидали свої підпорядковані підрозділи подалі від загрози знищення радянськими ударними угрупованнями. 23 листопада 4-й механізований корпус генерала В. Вольського прорвався до аеродрому Карповка та знищив дюжину румунських Bf 109, і щонайменше один штурмовик Schl.G. 1. 26 листопада штурмова ескадра вела бій за Облівську, своїми наявними льотними силами вона атакувала війська 8-го кавалерійського корпусу 5-ї танкової армії, в той час, як наземний персонал окопався на околицях містечка та вів загальновійськовий бій проти радянських танків. Останній з них був підбитий біля злітної смуги. У битві 2-га група втратила 8 літаків. За станом на 1 грудня 1942 року в строю лишилося тільки 5 Hs 129, 10 Bf 109E-7 і 11 Hs 123.
У середині грудня ескадра забезпечувала повітряну підтримку операції «Вінтергевіттер», невдалої спроби вермахту деблокувати оточення угруповання генерала Ф. Паулюса. Потім залучалася на протидію радянському наступу в операції «Малий Сатурн», врятувавши італійські війська від повного розгрому. Так, 16 та 17 грудня шість штурмовиків Hs 129, озброєних протитанковими гарматами MK 101 зі складу 4.(Pz)/Schl.G. 1 атакували радянські танкові війська, що наступали на позиції італійців, і знищили десять танків. За три дні італійський фронт оборони рухнув, італійці почали поспіхом відступати на захід, і II./Schl.G. 1 разом з KG 3 і KG 27 довелося відступати з Міллерово, коли нависла загроза прориву до аеродрому радянського 18-го танкового корпусу.
2-га авіагрупа ескадри, базуючись на аеродромі під Розсошю, стримувала своїми діями радянські ударні угруповання, що атакували позиції 3-ї румунської та 8-ї італійської армій. Однак, під тиском Червоної армії штурмовики групи 22 грудня передислокувалися під Ворошиловград.
За 1942 рік пілоти групи здійснили 3 128 вильотів на Hs 129, 1 523 на Hs 123 і 1 938 — на Bf 109. У боях льотчики групи збили 107 літаків противника, знищили 91 танк, 1 354 автомобілів та бронетранспортерів, ціною втрати 20 Hs 129, 16 Bf 109, 5 Hs 123.
З нового 1943 року авіаційні підрозділи ескадри продовжували діяти на південному фланзі німецько-радянського фронту. 2 січня 1943 року II./Schl.G. 1 давали відсіч прориву танкового угруповання 1-ї гвардійської армії поблизу Антоновки, біля Міллерово. Втім, 3-тя гвардійська армія прорвалася до аеродрому Морозовськ, примусивши 7-му ескадрилью поспіхом залишити базу, кинувши декілька Hs 123 напризволяще на льотному полі. 1-ша група також билася на цьому напрямку. Основним її внеском стала підтримка формувань II. танкового корпусу Ваффен-СС, що змагалися з радянськими військами в Третій битві за Харків. У травні авіагрупа зосередилася на аеродромі під Ізюмом, де переозброїлася на Fw 190.
4-та ескадрилья билася в районі Сталіно, потім її перекинули до Полтави, де вона базувалася до квітня 1943 року. У зв'язку із загостренням ситуації на Кубані, її передислокували до Ростова-на-Дону, основним завданням її було стримування радянського наступу на Таманському півострові та забезпечення прикриття Кубанської переправи, через яку евакуювалися до Криму війська 17-ї армії генерал-полковника Руоффа. У травні штурмовики Hs 129 були відправлені до Німеччини, де їх переозброїли сучасними важкими авіаційними гарматами MK 103, а потім повернули на Східний фронт, де готувався літний наступ вермахту на Курській дузі.
З 6 лютого до початку березня 1943 року II група билася на Кубані, підтримуючи дії 17-ї армії. Основним аеродромом була Анапа. Тут її, за винятком 7-ї ескадрильї, переозброїли на Fw 190A-5. У червні частина отримала новітні броньовані Fw 190F-3.
За станом на 1 липня 1943 року I група мала на озброєнні 52 Fw 190, II група — 15 Fw 190A-5, 18 F-3 та 16 Hs 129B-1; 4-та та 8-ма ескадрильї мали відповідно 17 та 16 Hs 129.
5 липня 1943 року розпочався стратегічний наступ німецьких військ на Курській дузі — операція «Цитадель». До бої 1-ша штурмова ескадра підключилася наступного дня, коли XXXXVIII танковий корпус генерала від інфантерії Дітріха фон Холтіца зав'яз в обороні радянських військ, водночас II танковий корпус СС просувався вперед, долаючи затятий опір Червоної армії. У цей момент, перший ешелон танкового корпусу есесівців, 1-ша танкова дивізія Лейбштандарте-СС «Адольф Гітлер» мала зійтися в зустрічному бою з передовими частинами 2-го гвардійського танкового корпусу, який пішов у контратаку. У взаємодії з протитанковою ескадрильєю JG 51, I./Schl.G 1 та 4.(Pz)/Schl.G 1 ці підрозділи безпосередньої підтримки атакували радянські танки комбінованим способом. Бронетехніка обстрілювалася гарматами Hs 129, у той час, як танковий десант, що йшов разом з танками, закидувався бомбами SD 2 з Fw 190. Повітряні удари виявились ефективними, контратака танкового корпусу була зірвана, радянські бронетанкові підрозділи зазнали важких втрат. Це призвело до того, що 5-й гвардійський танковий корпус, що контратакував у другому ешелоні, вирушив у бій самостійно, атака захлинулася.
8 липня відбулася наступна масована атака на танкові радянські війська. За даними радянських військовополонених, захоплених у цих боях, штурмова ескадра здобула ефективні результати. Щонайменше 50 танків 2-го гвардійського танкового корпусу було знищено або важко пошкоджено. Водночас, наслідком цих боїв стали серйозні втрати німецької ескадри від зенітного вогню засобів ППО Червоної армії.
12 липня Schl.G. 1 та ескадрилья JG 51 зіграли важливу роль у танковій битві під Прохорівкою. За цей день літаки здійснили 248 бойових вильотів, атакуючи з повітря армади радянської 5-ї гвардійської танкової армії. Schl.G. 1 втратила 11 з 19 своїх штурмовиків у цьому бою. З обох сторін були понесені колосальні втрати. Радянські командири танкових підрозділів скаржилися, що «німці буквально висять над їхніми бойовими порядками, тоді як радянських літаків майже не видно».
Бої на південному фасі Курської дуги тривали ще 15 липня, коли розпочата Ставкою ВГК ще 12 числа контрнаступальна операція під кодовою назвою «Кутузов» на орловському напрямку створила передумови для оточення та розгрому 2-ї танкової та 9-ї польової армії групи армій «Центр» на північному фланзі Курського виступу. 4-та та 8-ма ескадрильї з I./Schl.G 1, та 4./SG 2 і протитанковим «штаффелем» JG 51 були терміново перекинути під Орел.
Однак, командування групи армій «Центр» неправильно розпорядилося щодо застосування цього протитанкового повітряного компоненту й почало використовувати літаки ескадри в ролі літаків-розвідників, або для атак по замаскованих та захищених у лісовій місцевості районах зосередження техніки й особового складу радянських військ. Врешті-решт від вогню зенітних засобів та атак винищувачів військово-повітряних сил РСЧА, 30 % літаків ескадри були збиті за декілька днів.
З 4 серпня підрозділи I групи ескадри почали відхід на захід. Спочатку вони відступили на аеродром Карачев, звідсіля перелетіли на Брянськ. З початку осені I авіагрупа штурмової ескадри билася на півночі України. 18 жовтня 1943 року її реорганізували в II./SG 77, 1-й «штаффель» був розформований та відданий на доукомплектування решти авіаційних груп Schl.G 1.
II./Schl.G 1 також залишалася в цьому регіоні боїв. Брала участь у Четвертій битві за Харків, що 22 серпня 1943 року завершилася визволенням міста радянськими військами. Бої за Дніпро, на підступах до Києва. 18 жовтня реорганізована в II./SG 2; 5. «штаффель» став 8. «штаффелем».
18 жовтня 1943 року було проведене реформування штурмової авіації Люфтваффе. Штаб SG 1 був вдруге сформований на базі штабу StG 1 у Полоцьку під командуванням оберст-лейтенанта Густава Пресслера. I./SG 1 створювалася з I./StG 1 на чолі з майором Горстом Каубіщем. Три «штаффелі» формувалися шляхом перейменування StG 1 у Бобруйську. Відповідно II./SG 1 формувався на основі II./StG 1. III./SG 1 Фрідріха Ланга утворювалося в Орші з підрозділів 7-го, 8-го та 9-го «штаффелів» StG 1. Бойова техніка ескадри також змінилася, наразі це стали пікіруючі бомбардувальники Junkers Ju 87, до кінця війни лише частина з них була замінена на Fw 190. 1-ша та 3-тя авіагрупи ескадри підпорядковувалися командуванню 1-ї авіаційної дивізії, 2-га — 4-ій.
6 листопада 1943 року усі штурмові групи 4-го повітряного флоту були перекинуті у терміновому порядку на північ України, де під Києвом розжарювалися бойові дії. Пілоти штурмовиків билися в небі над Дніпром, але цього разу усі німецькі аси відмічали високу майстерність та ефективність радянських військових льотчиків, що значно зросла. Якщо в битві на Курській дузі коефіцієнт співвідношення втрат між радянськими та німецькими літаками становив 4:1, то в битві під Києвом лише 1.5:1.
Весною 1944 року SG 1 передислокували до складу групи армій «Центр», у Білорусі. У червні 1944 року радянські війська розпочали наймасштабніший наступ на німецько-радянському фронті — операцію «Багратіон». У результаті потужного удару та стрімкого просування вперед німецька група армій «Центр» практично була знищена й фактично припинила існування. I./SG 1 втратив лише за липень 27 своїх літаків, більшість з них Ju 87. Під тиском радянського наступу сухопутні війська відступали на захід й відповідно німецька авіація переміщалася на аеродроми в Польщі й у Східній Пруссії. Ескадра билася у Вісло-Одерській операції, стримуючи наступ Червоної армії. 1-ша штурмова ескадра продовжувала битися на центральному напрямку Східного фронту, кожного разу втрачаючи все більше і більше своїх кращих пілотів. З 1945 року почалися бої на заході Польщі, з березня SG 1 захищала підступи до мостів через Одер; війна прийшла на німецьку землю.
Остаточно підрозділи ескадри капітулювали після підписання акту про безумовну капітуляцію нацистської Німеччини.

## Командування

### Командири
- оберст-лейтенант Отто Вайс (нім. Otto Weiß) (13 січня — 18 червня 1942);
- оберст-лейтенант Губертус Гічольд (нім. Hubertus Hitschhold) (18 червня 1942 — червень 1943);
- оберст-лейтенант Альфред Друшель (нім. Alfred Druschel) (червень — 18 жовтня 1943);
- оберст-лейтенант Густав Пресслер (нім. Gustav Pressler) (18 жовтня 1943 — 1 травня 1944);
- майор Петер Гасманн (нім. Peter Gasmann) (1 травня 1944 — 8 травня 1945).

## Основні райони базування штабу 1-ї штурмової ескадри[2][3]
| Час                             | Місто             | Основний літак   |
| ------------------------------- | ----------------- | ---------------- |
| 13 січня — 2 травня 1942        | Верль             | Bf 109E          |
| 2 травня — травень 1942         | Ічкі-Грамматикове | Bf 109E          |
| травень — липень 1942           | Харків            | Bf 109E          |
| липень — серпень 1942           | Тацинська         | Bf 109E          |
| серпень — листопад 1942         | Тузов             | Bf 109E          |
| листопад — грудень 1942         | Облівська         | Bf 109E          |
| грудень 1942                    | Морозовська       | Bf 109E          |
| грудень 1942 — січень 1943      | Міллерово         | Bf 109E          |
| січень — травень 1943           | Ворошиловград     | Bf 109E/ Fw 190A |
| травень — липень 1943           | Барвінкове        | Fw 190A          |
| липень 1943                     | Варварівка        | Fw 190A          |
| липень — серпень 1943           | Орел              | Fw 190A          |
| серпень — 18 жовтня 1943        | Київ              | Fw 190A          |
| 18 жовтня 1943 — 26 лютого 1944 | Полоцьк           | Ju 87            |
| 26 лютого — 18 березня 1944     | Бобруйськ         | Ju 87            |
| 18 березня — 19 травня 1944     | Вільнюс           | Ju 87/Fw 190     |
| 19 травня — 16 червня 1944      | Біла Підляська    | Fw 190           |
| 16 — 22 червня 1944             | Радинь-Підляський | Fw 190           |
| 22 — 27 червня 1944             | Пастовичі         | Fw 190           |
| 27 червня — 5 липня 1944        | Барановичі        | Fw 190           |
| 5 — 15 липня 1944               | Кобрин            | Fw 190           |
| 15 липня — серпень 1944         | Сувалки           | Fw 190           |
| серпень — 20 вересня 1944       | Лобеллен          | Fw 190           |
| 20 — 25 вересня 1944            | Інстербург        | Fw 190           |
| 25 вересня — грудень 1944       | Біліц             | Fw 190           |
| грудень 1944 — 7 лютого 1945    | Багрендт          | Fw 190           |
| 7 лютого — квітень 1945         | Гексенгрунд       | Fw 190           |
| квітень — 8 травня 1945         | Фленсбург         | Fw 190           |